# Wspólnota administracyjna Oberndorf am Neckar
Wspólnota administracyjna Oberndorf am Neckar – wspólnota administracyjna (niem. Vereinbarte Verwaltungsgemeinschaft) w Niemczech, w kraju związkowym Badenia-Wirtembergia, w rejencji Fryburg, w regionie Schwarzwald-Baar-Heuberg, w powiecie Rottweil. Siedziba wspólnoty znajduje się w mieście Oberndorf am Neckar, przewodniczącym jej jest Hermann Acker.
Wspólnota administracyjna zrzesza jedno miasto i dwie gminy wiejskie:
- Epfendorf, 3 353 mieszkańców, 29,71 km²
- Fluorn-Winzeln, 3 191 mieszkańców, 24,59 km²
- Oberndorf am Neckar, miasto, 14 378 mieszkańców, 55,93 km²